# Anaxagorea phaeocarpa
Espèce
Synonymes
- Anaxagorea costaricensis R.E.Fr.[2],[1]

Statut de conservation UICN

 LC  : Préoccupation mineure

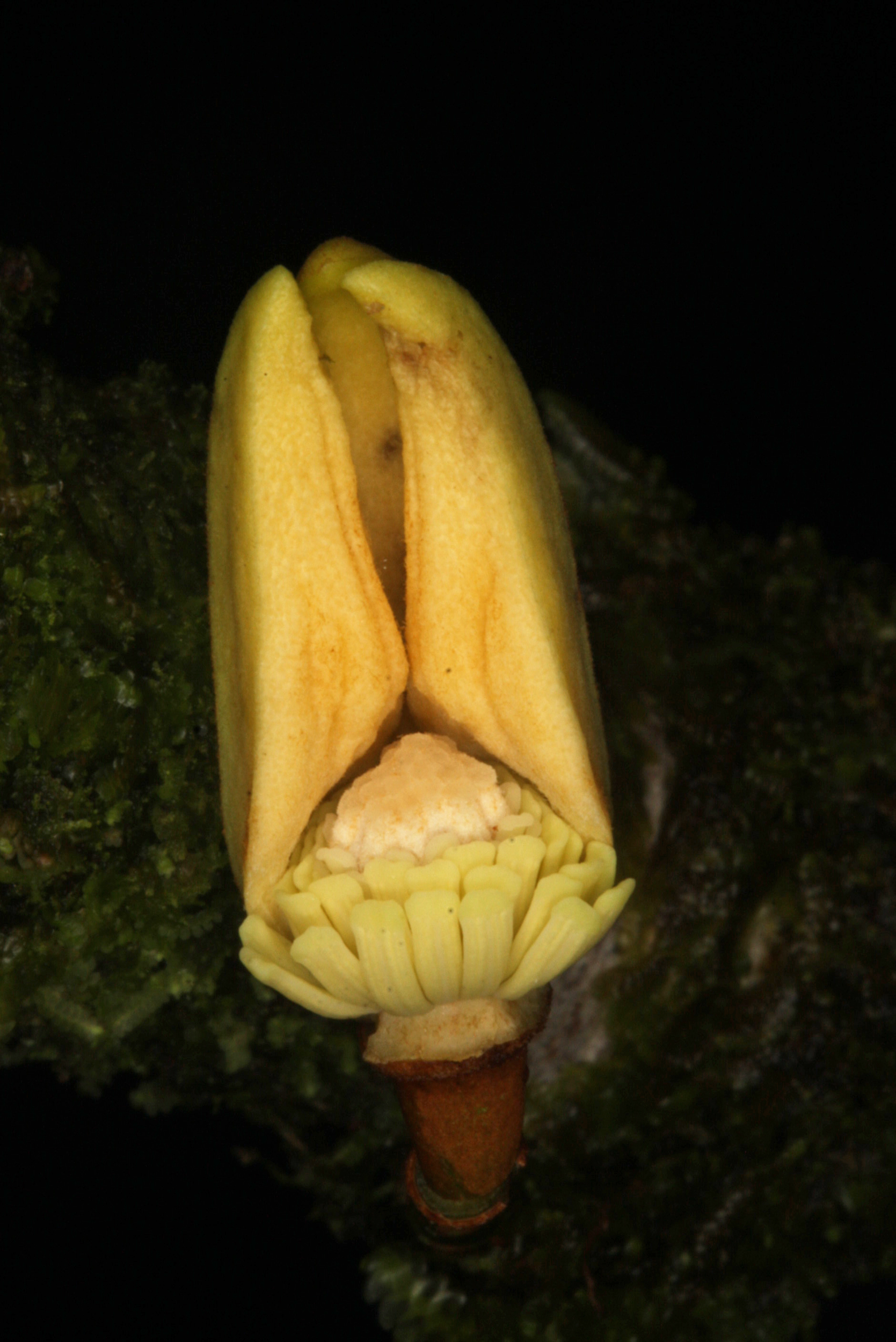

Anaxagorea phaeocarpa est une espèce de plantes à fleurs de la famille des Annonaceae trouvée au Costa Rica et au Honduras.

## Publication originale
- Flora Brasiliensis 13(1): 40, pl. 5, f. 4. 1841.